# Nina Aleksandrowicz
Nina Alexandrowicz-Homolacs (ur. 1888 w Zaborze austriackim, zm. 7 kwietnia 1945 w Pau) – polska malarka i rzeźbiarka tworząca we Francji.

## Życiorys
Pierwsza informacja o jej twórczości pochodzi z 1903, gdy razem z mężem Karolem Homolacsem urządziła wystawę ich twórczości w sklepie artystycznym Latoura we Lwowie. Rok później wyjechali do Paryża i razem studiowali na Académie Colarossi, utrzymywali się z robienia kukiełek do paryskich teatrzyków, równocześnie studiowała na Sorbonie fizykę i chemię. W 1906 Tygodnik Ilustrowany zamieścił dwie reprodukcje rzeźb Niny Aleksandrowicz wystawione przez nią w m Salon de la société nationale des beaux-arts w Paryżu, dołączono bardzo pozytywne recenzje. Wyjechała do Warszawy, gdzie studiowała malarstwo i rysunek w pracowni Miłosza Kotarbińskiego. Następnie uzupełniła naukę na akademii w Monachium i powróciła do Paryża, w 1909 Karol Homolacs podjął decyzję o powrocie do rodzinnego Krakowa, para rozstała się i artystka pozostała w Paryżu, zamieszkała w dzielnicy Montparnasse. Nadal rzeźbiła, w 1910 wystawiała rzeźby animalistyczne w Salonie Niezależnych, na przełomie 1911 i 1912 miała miejsce pierwsza indywidualna wystawa jej prac. W 1913 porzuciła rzeźbę i skupiła się na malarstwie, w tym samym roku na Salonie Niezależnych wystawiła dwa rysunki, które zostały przychylnie ocenione przez recenzentów. Tworzyła malarstwo olejne, gwasze, pastele i akwarele, była portrecistką, przedmiotem jej prac były zwierzęta, martwe natury. Malarstwo Niny Aleksandrowicz cechowały barwne szkice o wyrazistym, dekoracyjnym konturze. Regularnie wystawiała w liczących się paryskich galeriach, od 1919 do 1938 uczestniczyła w Salonach Jesiennych, była członkiem Société du Salon d`Automne oraz Grupy Polskich Artystów w Paryżu.
Pochowana na cmentarzu miejskim w Pau.